# MacSoft
MacSoft是位于美国明尼苏达州普利茅斯的软件开发发行商，1993年由Peter Tamte创办，迄今为Mac电脑发行软件超过百款。MacSoft的产品包括Windows移植游戏，如《光环：战斗进化》和帝国时代系列，此外还有Desktop Labels和1-2-3 Home Design等生产软件。
2003年1月30日，Destineer宣布从英宝格处购得MacSoft。

## 发行游戏
- 帝国时代
- 帝国时代II：金版
- 帝国时代III
- 帝国时代III：酋长
- 帝国时代III：亚洲王朝
- 神话世纪
- 抢滩登陆2000
- 文明II
- Deadlock: Planetary Conquest
- 毁灭公爵3D
- 辐射
- 光环：战斗进化
- 淘金者2
- 银河霸主II
- 英雄本色
- 无冬之夜（含絕冬城之夜：黯影之心和絕冬城之夜：黯影謎咒）
- 雷神之锤
- 铁路大亨
- 铁路大亨3
- 彩虹六号
- 国家的崛起 金版
- 终极速度
- 海岛大亨2：海盗岛
- 魔域幻境
- 虚幻竞技场2004
- 动物园大亨2